# Kristine Lütke

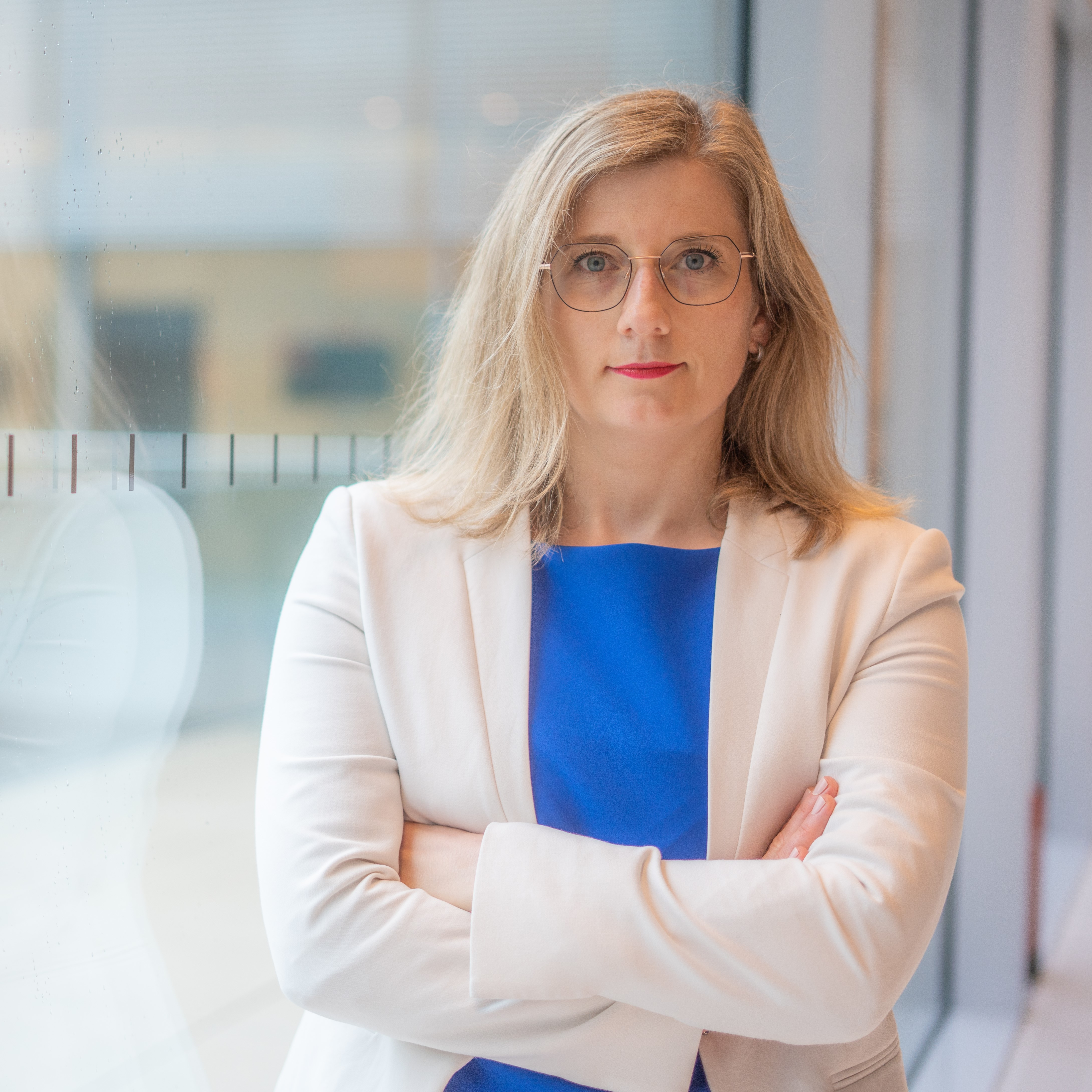
Kristine Lütke (2023)

Kristine Lütke (* 29. Juni 1982 in Nürnberg) ist eine deutsche Politikerin (FDP) und war Mitglied des Deutschen Bundestages von 2021 bis 2025.

## Leben
Lütke wuchs in Schwand in der Gemeinde Schwanstetten auf. Nach dem Abitur am Gymnasium Roth machte sie ein Auslandsjahr in Kanada. Danach studierte sie Soziale Arbeit an der TH Nürnberg und schloss als Diplom-Sozialpädagogin ab. Anschließend folgte ein Studium der Gerontologie an der Friedrich-Alexander-Universität Erlangen-Nürnberg. 2013/2014 machte sie die Weiterbildung zur Einrichtungsleitung. In Lauf an der Pegnitz betreibt sie mit ihrer Familie eine Seniorenbetreuungs- und -pflegeeinrichtung.
Seit Mai 2025 ist Lütke als Senior Advisor Health für die Berliner Beratungsagentur 365 Sherpas tätig.

## Politik
Seit 2017 ist Lütke FDP-Mitglied. 2018 war sie Vorsitzende der Wirtschaftsjunioren Deutschlands. Sie ist Schatzmeisterin der FDP Bayern und Kreisrätin im Landkreis Nürnberger Land.
Bei der Kommunalwahl 2020 in Bayern trat sie als Kandidatin für das Amt der Landrätin im Landkreis Nürnberger Land an. Dabei unterlag sie dem amtierenden Landrat Armin Kroder.
Lütke kandidierte bei der Bundestagswahl 2021 als Direktkandidatin im Bundestagswahlkreis Roth und auf Platz 12 der Landesliste der FDP. Da die FDP Bayern 14 Plätze errang, ist Lütke Mitglied des 20. Deutschen Bundestages.
Im Dezember 2021 wurde Lütke zur sucht- und drogenpolitischen Sprecherin der FDP-Fraktion gewählt. Sie ist außerdem Mitglied im Gesundheitsausschuss.
Seit dem 19. September 2023 ist Kristine Lütke Vorsitzende der AG Gesundheit der FDP-Bundestagsfraktion. In der Fraktionssitzung am 12. Februar 2024 wurde sie zudem zur Obfrau ihrer Fraktion im Ausschuss für Gesundheit gewählt.
Auf der Landesvertreterversammlung der FDP Bayern am 21. Dezember 2024 in Ingolstadt trat Lütke auf Platz 6 u. a. gegen Nicole Bauer und Lukas Köhler an. Bauer gewann die Abstimmung mit der Mehrheit der Delegiertenstimmen. Auf Lütke entfielen 29 von 420 abgegebenen Stimmen was einer Zustimmung von sieben Prozent entspricht. Bei einem erneuten Antritt auf Platz 10 der Liste u. a. gegen Sandra Bubendorfer-Licht bekam Lütke 69 Delegiertenstimmen unterlag damit erneut. Sie trat daraufhin nicht mehr an und wurde bei der Verbundwahl von den Delegierten auf Platz 21 der Listenkandidaten gewählt.
Aufgrund des Scheiterns der FDP an der 5-Prozent-Hürde bei der Bundestagswahl 2025 gehört Lütke dem 21. Deutschen Bundestag nicht an. Sie erreichte im Bundestagswahlkreis Roth 2,8 Prozent der Erststimmen.
Seit Mai 2025 ist sie Vorsitzende des FDP-Ortsverbands Lauf/Rückersdorf.

## Positionen
Lütke setzt sich in der Sucht- und Drogenpolitik insgesamt für mehr Prävention ein. Sowohl bei Alkohol, Tabak und Cannabis befürwortet sie Aufklärung statt Verbote. Darüber hinaus forderte sie eine Reform des Präventionsgesetzes. Den Vorschlag des Bundesdrogenbeauftragten Blienert, das Erwerbsalter für Bier, Wein und Schaumwein auf 18 Jahre zu erhöhen, wollte Lütke offen diskutieren, erteilte dem Vorhaben aber schließlich eine Absage.
Im Januar 2023 forderte Lütke den Gesundheitsminister Karl Lauterbach dazu auf, ein Gesetzesentwurf für die Legalisierung von Cannabis vorzulegen. Lütke setzte sich dabei für eine Lösung nach kanadischem Vorbild ein. Die ersten Überlegungen vom Gesundheitsminister zur Cannabislegalisierung lehnte sie aus Sorge vor einem „Bürokratiemonster“ ab und forderte eine Reform im parlamentarischen Verfahren. In diesem Zusammenhang sprach sie sich gegen eine Besitzobergrenze von Cannabis für den Eigenbedarf aus. Lütke forderte den Eigenanbau von Cannabis zu ermöglichen und setzte sich dafür ein, dass fünf weibliche Cannabispflanzen für den Eigenbedarf legalisiert werden. Lütke unterstützt den Verkauf von Cannabis in Geschäften und Apotheken und forderte, den Cannabishandel auch online und für Lieferdienste zu erlauben.
Im Februar 2024 teilte Lütke mit, dass mit dem Cannabisgesetz „ein echter Paradigmenwechsel in der Cannabispolitik erreicht wurde“.
Kristine Lütke kritisierte Bundesminister Karl Lauterbach zudem für die Gründung des Bundesinstituts für Öffentliche Gesundheit auf dem Verwaltungsweg ohne ein eigenständiges Gesetz. In diesem Zusammenhang sprach sie sich für eine Reform des Öffentlichen Gesundheitsdiensts in Deutschland aus.

## Kritik
Lütke veröffentlichte im Vorfeld der Abstimmung des Bundestages zur Entfernung des § 219a aus dem StGB ein Video, in dem sie zusammen mit anderen Abgeordneten mit Sonnenbrillen durch einen Gang tanzt. Als Text war zu lesen: „Wir, auf dem Weg zur Abstimmung, um endlich § 219a aus dem StGB kicken zu können“. Hierbei machten alle Abgeordneten mit der rechten Hand die Kopf-Ab-Geste in Richtung der Kamera. Lütke wurde hierfür massiv in den sozialen Medien kritisiert. Die CSU-Politikerin Dorothee Bär sprach vom geschmacklosesten Tweet seit Langem. Lütke löschte das Video nach massiver Kritik aus der Politik und den Medien und sprach davon, falsch verstanden worden zu sein. 